# Charnay-lès-Mâcon
Charnay-lès-Mâcon ist eine französische Gemeinde mit 8.154 Einwohnern (Stand 1. Januar 2022) im Département Saône-et-Loire in der Region Bourgogne-Franche-Comté. Sie gehört zum Arrondissement Mâcon und zum Kanton Mâcon-1.

## Geographie
Die Gemeinde liegt im Ballungszentrum westlich von Mâcon in der Landschaft des Mâconnais. Nachbargemeinden sind Hurigny im Norden, Mâcon im Osten und Süden, Fuissé und Solutré-Pouilly im Südwesten, Davayé im Westen sowie Prissé und Chevagny-les-Chevrières im Nordwesten.
An der westlichen Gemeindegrenze verläuft der Fluss Petite Grosne, der bei Mâcon in die Saône mündet.

### Verkehrsanbindung
Charnay-les-Mâcon profitiert hinsichtlich seiner Erreichbarkeit von der unmittelbaren Nähe der verkehrstechnisch bestens erschlossenen Stadt Mâcon.
Durch das eigene Gemeindegebiet verlaufen:
- die Autobahn A6, (Paris-Lyon)
- die Nationalstraße N79
- die TGV-Strecke LGV Sud-Est mit Bahnhof Mâcon-Loché-TGV (im Gemeindegebiet von Mâcon)

Auf dem Gebiet der Gemeinde Charnay-les-Mâcon liegt auch der Flugplatz: Aérodrome de Mâcon - Charnay  (ICAO-Code: LFLM)

## Geschichte
Der Ort ist 739 unter dem Namen Carnacus bezeugt. Dieser setzt sich einerseits aus dem keltischen Carn für „Steinhaufen“ und dem ebenfalls keltischen Suffix -acum für einen Ort oder ein Anwesen zusammen. Er ist homonym mit Carnac, Carnac-Rouffiac, Charnat und diversen anderen Gemeindenamen mit dem Bestandteil Charnay.
Seit 968 bezeugt als Kultstätte zur Verehrung des heiligen Petrus übernimmt die Kirche des Marktfleckens Charnay im 16. Jahrhundert den Namen Sainte-Madeleine.

## Partnerstädte
- Brackenheim in Baden-Württemberg, Deutschland; seit 1978
- Castagnole delle Lanze, Italien
- Tudor Vladimirescu, Rumänien
- Zbrosławice, Polen
- Tarnalelesz, Ungarn

## Persönlichkeiten

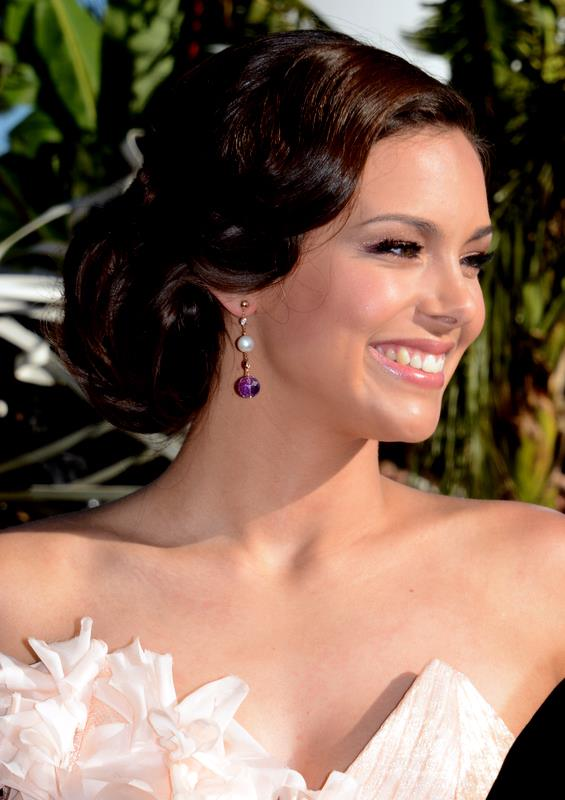
Marine Lorphelin, MissFrance 2013

- Claude Brosse (1656–1731), Weinbaulegende, Werbebotschafter am Hofe von Ludwig XIV für die Weine aus dem Beaujolais-Mâconnais
- Claude-Philibert Barthelot de Rambuteau (1781–1869), Politiker und Staatsbeamter, Vordenker der großen Pariser Umbauarbeiten unter Baron Georges-Eugène Haussmann, der in der Domaine de Champgrenon lebte, bevor er Präfekt in Paris wurde.
- Abbé Antoine Ferret, Initiator zahlreicher Projekte, u. a. der Pfadfinderbewegung zugunsten der katholischen Kirche
- Marius Lacrouze, Flugpionier und Testpilot
- Marine Lorphelin  (* 1993), Miss France 2013